# Russische militaire begraafplaats in Münsingen
De Russische militaire begraafplaats in Münsingen is een militaire begraafplaats in Baden-Württemberg, Duitsland. Op de begraafplaats liggen omgekomen Russische militairen uit de Eerste en Tweede Wereldoorlog.

## Begraafplaats
De begraafplaats bevindt zich op het voormalig militair oefenterrein Münsingen. Er liggen Russische krijgsgevangenen uit beide wereldoorlogen begraven. In totaal zijn er 542 onbekende Russische militairen begraven.